# 青山商事
青山商事株式会社（あおやましょうじ、英: AOYAMA TRADING Co., Ltd.）は、広島県福山市に本社を置く、紳士服の製造と、紳士服販売チェーン「洋服の青山（ようふくのあおやま）」の展開を行う企業。
業界で唯一、47都道府県全てに店舗を展開しており、業界最大手である。東証プライムに上場している。ギネスブックから「スーツ販売着数世界一」の認定を受けている。

## 沿革
- 1964年（昭和39年）5月6日 - 資本金100万円で青山商事株式会社設立[1]（創業者は青山五郎、広島県府中市）
- 1974年（昭和49年）4月 - 日本初の郊外型紳士服店1号店を西条に出店[1]
- 1987年（昭和62年）11月 - 株式上場[1]（大阪証券取引所2部[1]と広島証券取引所）
- 1990年（平成2年）
  - 本社を福山市に移転。
  - 12月 - 東証2部にも株式上場[1]
- 1992年（平成4年）
  - 9月 - 東証及び大証で1部指定銘柄に[1]。
  - 初の都心型店舗を東京・銀座に出店
- 1993年（平成5年）
  - 4月 - 台湾に台湾青五股傍有限公司を設立し、海外進出[1]
  - 台湾1号店開店
- 1994年（平成6年）
  - 2月 - 上海に上海青山服装有限公司を設立し、海外進出[1]
  - 10月 - カジュアル事業に進出（キャラジャ1号店開店）[1]
- 1997年（平成9年） - 青山五郎社長が社長を退き会長に。後任には宮前省三専務が就任
- 1999年（平成11年）8月 - カード事業進出のため、株式会社青山キャピタルを設立
- 2000年（平成12年）11月 - 新業態「ザ・スーツカンパニー」1号店を開店[1]
- 2001年（平成13年）
  - 9月 - 新業態「青山スーツ工房」を開店[1]（のち2006年（平成18年）9月に「洋服の青山」に統合）
  - 12月 - 新業態「+A THE SUIT AOYAMA」（初代）1号店、岡山・青江に開店（→ 現在は「プラスA（THE SUIT AOYAMA）」として「洋服の青山」に属する）
- 2003年（平成15年）2月 - 新業態「ザ・シャツカンパニー」1号店、東京・北青山に開店（のち2006年（平成18年）8月に「ザ・スーツカンパニー」に統合）
- 2004年（平成16年）10月 - 新業態「ユニバーサル・ランゲージ」1号店、東京・渋谷に開店
- 2005年（平成17年）
  - 6月 - 執行役員制度を導入。青山五郎会長の長男である青山理（おさむ）が代表取締役社長兼執行役員社長に就任
  - 10月 - カジュアル事業「キャラジャ」を会社分割により分社化、カジュアルランドあおやま株式会社を設立
- 2006年（平成18年）
  - 2月 - カルチュア・コンビニエンス・クラブ株式会社と提携、Tポイントプログラムに参加
  - 4月 - 新業態「ザ・スーツカンパニーズ ウィークエンド」1号店、埼玉・イオン浦和美園SC（現・イオンモール浦和美園）に開店
- 2007年（平成19年）4月 - 新業態「プラスエー・ザ・スーツ・アオヤマ」（2代目）1号店、栃木・おやまゆうえんハーヴェストウォークに開店
- 2008年（平成20年）
  - 1月15日 - 青山五郎会長が肺炎のため死去。享年79（77歳没）。
  - 5月20日 - 福島県内の店舗に勤務する店長が「名ばかり管理職」扱いによって残業代を支給されなかったとして、青山商事を被告とする民事裁判を福島地方裁判所に提訴
- 2009年（平成21年）2月 - 千葉市美浜区に大型物流拠点「千葉センター」を建設、稼働開始
- 2010年（平成22年）10月 - 就職活動向けの新企画スーツ、「美姿（びし）っとスーツ」を発売
- 2012年（平成24年）11月 - スポンサーをしているサンフレッチェ広島の初優勝に伴い、森保一監督や佐藤寿人キャプテンの背後に「洋服の青山」のロゴが映った。
- 2015年（平成27年）11月 - 「ミニット・アジア・パシフィック」を完全子会社化すると発表した[5]。
- 2016年（平成28年）
  - 4月 - 雑貨・インテリアを扱うライフスタイルショップのWTW（ダブルティー）の全株式をバルスから取得し、完全子会社化。
  - 100円ショップの「ダイソー」を運営している大創産業との間で販売代理店契約を締結[6]。
- 2020年（令和2年）3月 - Webメディア事業を展開する株式会社SYGの全株式を取得し、当社100％出資の連結子会社とする。
- 2021年（令和3年）3月 - 連結子会社のSYGが、株式会社カスタムライフを存続会社とする吸収合併を実施。

## 店舗数

### ウェア事業
- 「洋服の青山」685店舗
- 「スーツスクエア」21店舗
- 「ザ・スーツカンパニー」21店舗
- 「ホワイト　ザ・スーツカンパニー」1店舗
- 「ユニバーサル・ランゲージ」5店舗
- 「ユニバーサル　ランゲージ　メジャーズ」9店舗

上記、2024年3月31日現在
- 海外 6店舗（2024年6月末現在[7]）

傘下
- 2022年 メルボメンズウェアー - オーダースーツ「麻布テーラー」

撤退
- 「アメリカンイーグル」→2019年撤退[8]
- 「リーバイスストア」11店舗 →2021年撤退　※2021年3月31日をもってリーバイ・ストラウス ジャパンとのフランチャイズ契約を終了した[9]。

### その他
- 株式会社青五
  - ダイソー（ダイソー&アオヤマ 100YEN PLAZA）102店舗（2024年2月末現在）[10]
洋服の青山などの撤退店舗を中心に「100円ショップのダイソー」に業態転換するケースがある[6][11]。102店舗。
- 株式会社glob[10]
  - 焼肉きんぐ 40店舗
  - ゆず庵 13店舗
  - セカンドストリート 18店舗
  - エニタイムフィットネス 9店舗
- 株式会社WTW[10]
  - WTW 6店舗

## サービス
- 同じ広島県に本社がある青山商事と大創産業が合弁で設立した「株式会社青五（せいご）」により、「ダイソー&アオヤマ 100YEN PLAZA」を展開し、一部の店舗では洋服の青山と100円ショップを並列展開している。社名の由来は青山商事創業者である青山五郎の名前から。
- WWS（ワールドワイドサイズ）- 既存店舗では取り扱い数の少ない大きいサイズ、小さいサイズのスーツやカジュアルウェアをネットで予約して近隣の店舗に取り寄せるサービス。

## CM・広告起用者
〈※〉印はテレビCMには起用せず、SNS・YouTube等のWeb広告・WebCMのみ起用。

### 現在
2025年1月時点
- 三浦友和
- 橋本環奈
- なかやまきんに君
- 石川佳純
- 齊藤なぎさ
- チョコレートプラネット
- 宮世琉弥

### 過去
五十音順
- INI
- 相武紗季
- 新しい学校のリーダーズ〈※〉
- E-girls
- IMALU
- EXILE TRIBE
- 皆藤愛子
- カッタくん
- 樹木希林
- 工藤遥〈※〉
- 佐々木希
- 武井咲
- 千鳥
- 千葉真一
- chay
- 永山瑛太
- 博多華丸・大吉
- 藤田ニコル
- 藤原大祐
- マイケル・オーウェン
- 松浦亜弥
- 松本あゆ美
- 松本穂香
- 溝端淳平
- モーニング娘。'23/'24〈※〉[12]
- 谷中麻里衣
- 梨衣名
- 莉子
- WORLD ORDER

## ギャラリー

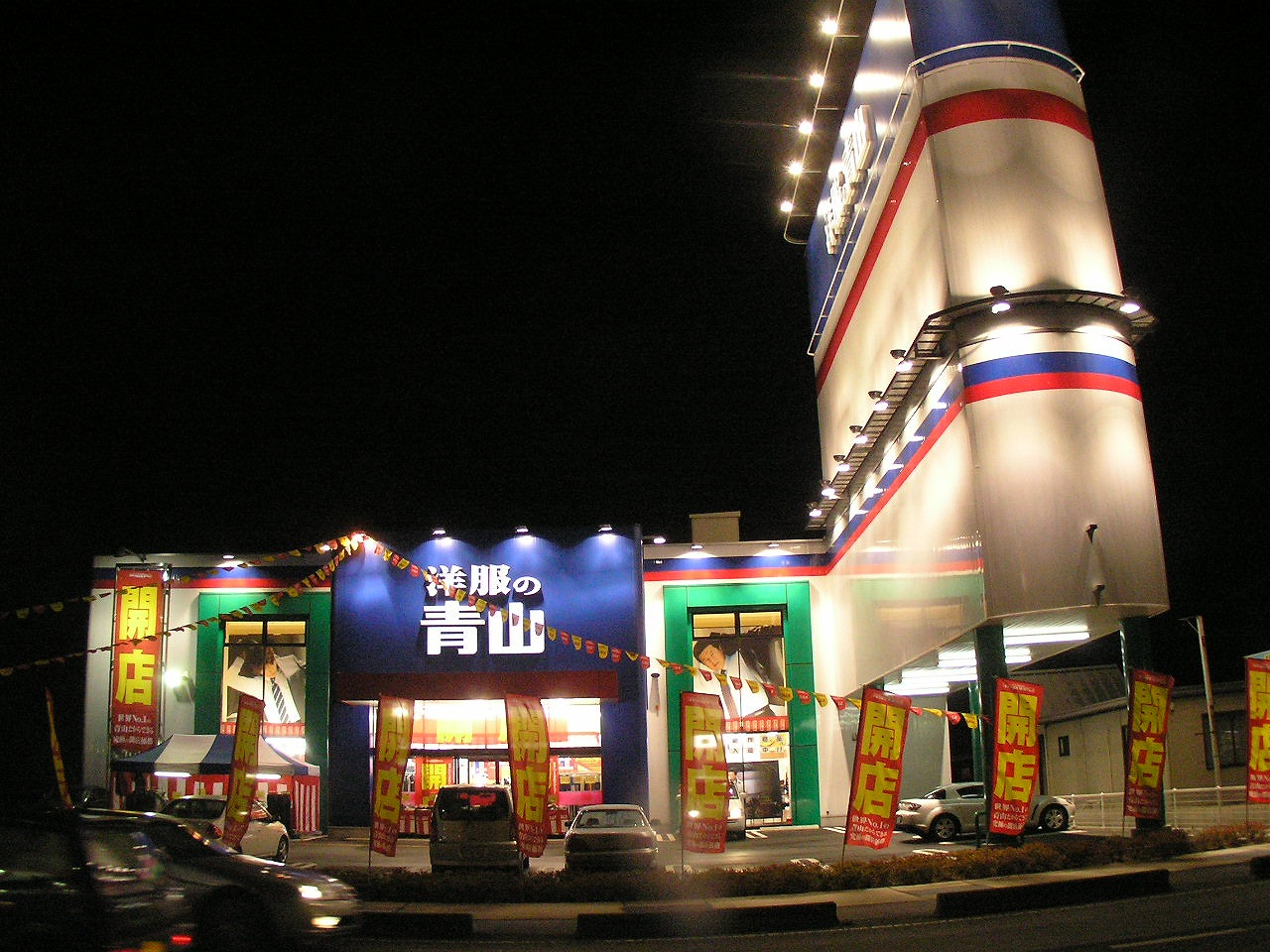
洋服の青山氷上店
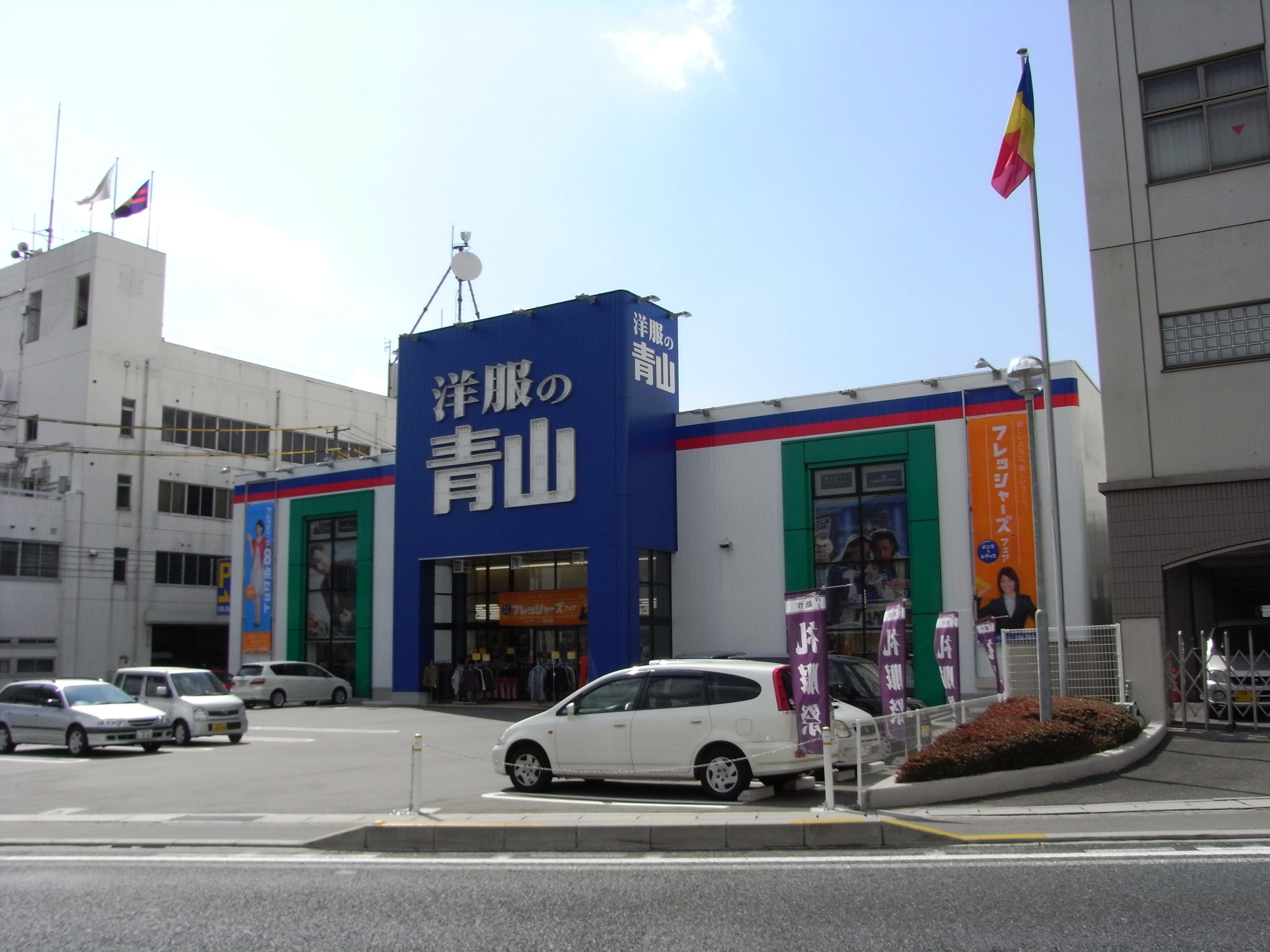
洋服の青山広島海田店（右横は創価学会の会館）
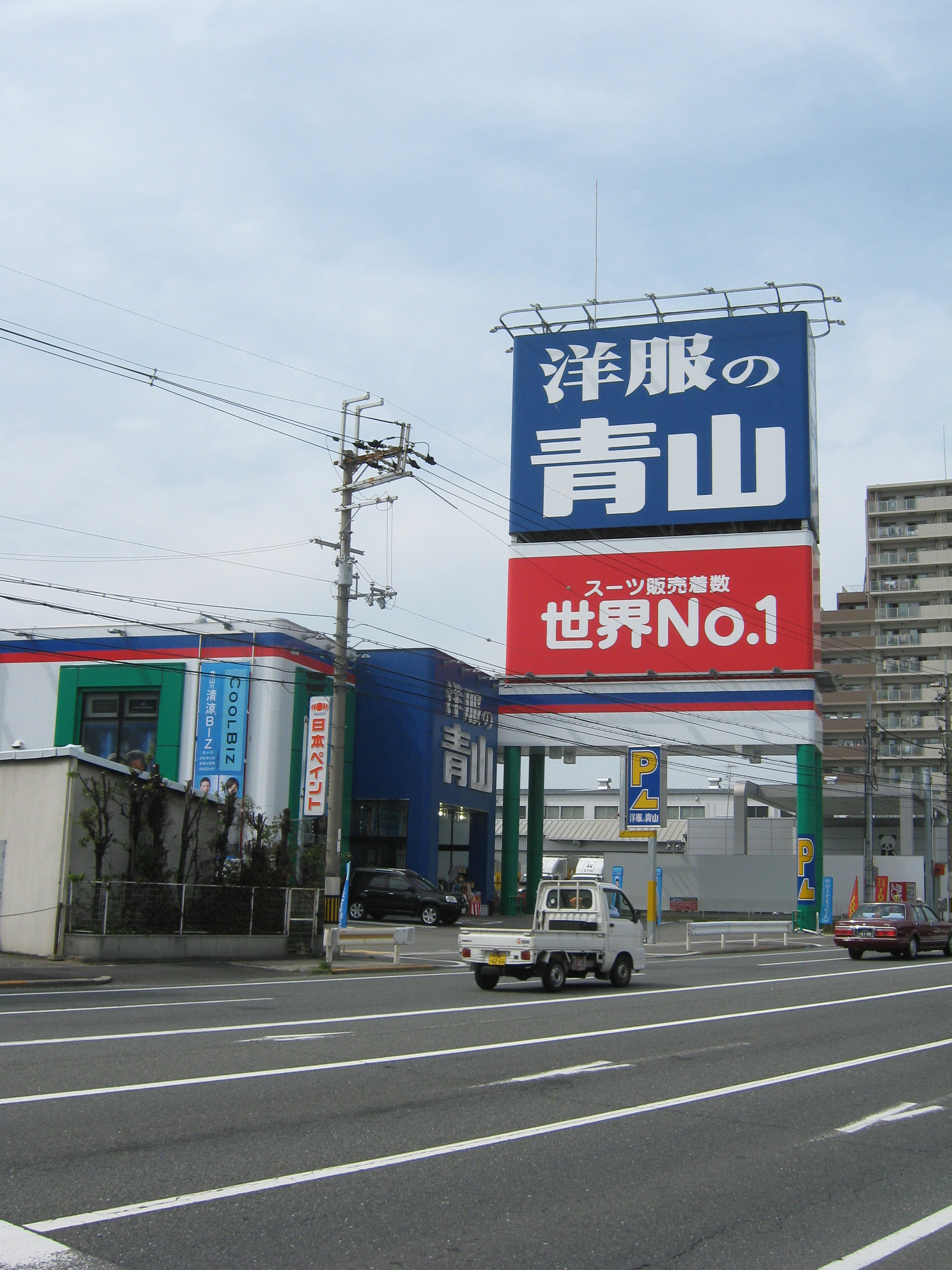
洋服の青山寝屋川香里店